# Kizu (Kyoto)
Il Kizu (木津川?, Kizu-gawa) è un fiume che scorre nella parte sud della prefettura di Kyōto, in Giappone.

## Eventi e festività legate al fiume
- Il 16 agosto si tiene un festival delle lanterne, originariamente organizzato dai preti Buddhisti della città per pregare per le vittime di incidenti legati alle acque del fiume. Intorno alle 700 o 800 lanterne di carta vengono fatte galleggiare sulla superficie del fiume, formando il carattere cinese "dai" (che significa "grande").